# Ga Sapporo
Ga Sapporo (札幌駅 (Trát Hoảng Dịch) Sapporo eki) là nhà ga xe lửa chính ở trung tâm Sapporo, Nhật Bản. Ga này nằm trong phường Kita, Sapporo.

## Tuyến đường sắt
Ga Sapporo phục vụ các tuyến JR Hokkaido sau.

### JR Hokkaido
- Hokkaido Shinkansen
- Tuyến Hakodate
- Tuyến Chitose
- Tuyến Sassho

### Sapporo Metro
- Tuyến Namboku
- Tuyến Toho

## Các ga lân cận
Công ty đường sắt Hokkaido (JR Hokkaido)
■Hokkaido Shinkansen
Ga Shin-Otaru - Ga Sapporo
■Tuyến Hakodate
Ga Sōen - Ga Sapporo - Ga Naebo
Sapporo Metro
Tuyến Namboku
Ga Kita-12-Jō - Ga Sapporo - Ga Ōdōri
Tuyến Tōhō
Ga Kita-13-Jō-Higashi - Ga Sapporo - Ga Ōdōri